# Bataille d'Otford
La bataille d'Otford se déroule en 776 à Otford, dans le Kent. Elle oppose les Merciens du roi Offa aux habitants du royaume de Kent, soumis à Offa depuis les années 760.
La Chronique anglo-saxonne se contente de rapporter l'affrontement sans en préciser l'issue. Dans la mesure où le Kent recouvre son indépendance dans les années qui suivent (plusieurs chartes du roi Ecgberht II en témoignent), il est vraisemblable que la bataille s'est soldée par une défaite mercienne.